# Talking Heads/Diskografie
Diese Diskografie ist eine Übersicht über die musikalischen Werke der US-amerikanischen Rockband Talking Heads. Den Schallplattenauszeichnungen zufolge hat sie bisher mehr als 14,7 Millionen Tonträger verkauft, davon alleine in ihrer Heimat über 7,5 Millionen. Ihre erfolgreichste Veröffentlichung ist das Album Stop Making Sense mit über 2,5 Millionen verkauften Einheiten.

## Alben

### Studioalben
| Jahr | Titel Musiklabel                                       | Höchstplatzierung, Gesamtwochen, AuszeichnungChartplatzierungen (Jahr, Titel, Musiklabel, Platzierungen, Wochen, Auszeichnungen, Anmerkungen) | Höchstplatzierung, Gesamtwochen, AuszeichnungChartplatzierungen (Jahr, Titel, Musiklabel, Platzierungen, Wochen, Auszeichnungen, Anmerkungen) | Höchstplatzierung, Gesamtwochen, AuszeichnungChartplatzierungen (Jahr, Titel, Musiklabel, Platzierungen, Wochen, Auszeichnungen, Anmerkungen) | Höchstplatzierung, Gesamtwochen, AuszeichnungChartplatzierungen (Jahr, Titel, Musiklabel, Platzierungen, Wochen, Auszeichnungen, Anmerkungen) | Höchstplatzierung, Gesamtwochen, AuszeichnungChartplatzierungen (Jahr, Titel, Musiklabel, Platzierungen, Wochen, Auszeichnungen, Anmerkungen) | Anmerkungen                                                                                     |
| Jahr | Titel Musiklabel                                       | DE | AT | CH | UK | US | Anmerkungen                                                                                     |
| ---- | ------------------------------------------------------ | --- | --- | --- | --- | --- | ----------------------------------------------------------------------------------------------- |
| 1977 | Talking Heads: 77 Sire Records (WMG)                   | — | — | — | UK60 Silber · (1 Wo.)UK | US97 (29 Wo.)US | Erstveröffentlichung: 16. September 1977 Produzenten: Lance Quinn, Talking Heads, Tony Bongiovi |
| 1978 | More Songs About Buildings and Food Sire Records (WMG) | — | — | — | UK21 Gold · (3 Wo.)UK | US29 Gold · (42 Wo.)US | Erstveröffentlichung: 7. Juli 1978 Produzenten: Brian Eno, Talking Heads                        |
| 1979 | Fear of Music Sire Records (WMG)                       | — | — | — | UK33 Silber · (5 Wo.)UK | US21 Gold · (30 Wo.)US | Erstveröffentlichung: 3. August 1979 Produzenten: Brian Eno, Talking Heads                      |
| 1980 | Remain in Light Sire Records (WMG)                     | — | — | — | UK21 Gold · (17 Wo.)UK | US19 Gold · (27 Wo.)US | Erstveröffentlichung: 8. Oktober 1980 Produzent: Brian Eno                                      |
| 1983 | Speaking in Tongues Sire Records (WMG)                 | DE10 (14 Wo.)DE | AT20 (2 Wo.)AT | — | UK21 Silber · (12 Wo.)UK | US15 Platin · (51 Wo.)US | Erstveröffentlichung: 1. Juni 1983 Produzenten: Talking Heads                                   |
| 1985 | Little Creatures Sire Records (WMG)                    | DE9 Gold · (38 Wo.)DE | AT4 (24 Wo.)AT | CH12 (18 Wo.)CH | UK10 Gold · (65 Wo.)UK | US20 ×2Doppelplatin · (77 Wo.)US | Erstveröffentlichung: 10. Juni 1985 Produzenten: Talking Heads                                  |
| 1986 | True Stories Sire Records (WMG)                        | DE13 (10 Wo.)DE | AT10 (8 Wo.)AT | CH11 (7 Wo.)CH | UK7 Gold · (9 Wo.)UK | US17 Gold · (29 Wo.)US | Erstveröffentlichung: 15. September 1986 Produzenten: Talking Heads                             |
| 1988 | Naked Sire Records (WMG)                               | DE12 (15 Wo.)DE | AT8 (8 Wo.)AT | CH6 (11 Wo.)CH | UK3 Gold · (15 Wo.)UK | US19 Gold · (21 Wo.)US | Erstveröffentlichung: 15. März 1988 Produzenten: Steve Lillywhite, Talking Heads                |

grau schraffiert: keine Chartdaten aus diesem Jahr verfügbar

### Livealben
| Jahr | Titel Musiklabel                                          | Höchstplatzierung, Gesamtwochen, AuszeichnungChartplatzierungen (Jahr, Titel, Musiklabel, Platzierungen, Wochen, Auszeichnungen, Anmerkungen) | Höchstplatzierung, Gesamtwochen, AuszeichnungChartplatzierungen (Jahr, Titel, Musiklabel, Platzierungen, Wochen, Auszeichnungen, Anmerkungen) | Höchstplatzierung, Gesamtwochen, AuszeichnungChartplatzierungen (Jahr, Titel, Musiklabel, Platzierungen, Wochen, Auszeichnungen, Anmerkungen) | Höchstplatzierung, Gesamtwochen, AuszeichnungChartplatzierungen (Jahr, Titel, Musiklabel, Platzierungen, Wochen, Auszeichnungen, Anmerkungen) | Höchstplatzierung, Gesamtwochen, AuszeichnungChartplatzierungen (Jahr, Titel, Musiklabel, Platzierungen, Wochen, Auszeichnungen, Anmerkungen) | Anmerkungen                                                                            |
| Jahr | Titel Musiklabel                                          | DE | AT | CH | UK | US | Anmerkungen                                                                            |
| ---- | --------------------------------------------------------- | --- | --- | --- | --- | --- | -------------------------------------------------------------------------------------- |
| 1982 | The Name of This Band Is Talking Heads Sire Records (WMG) | DE63 (1 Wo.)DE | — | — | UK22 (5 Wo.)UK | US31 (14 Wo.)US | Erstveröffentlichung: 24. März 1982 Produzenten: Talking Heads                         |
| 1984 | Stop Making Sense Sire Records (WMG)                      | DE20 Gold · (40 Wo.)DE | AT12 (31 Wo.)AT | CH13 (11 Wo.)CH | UK24 Gold · (89 Wo.)UK | US41 ×2Doppelplatin · (118 Wo.)US | Erstveröffentlichung: 12. September 1984 Produzenten: Talking Heads                    |
| 2025 | Live on Tour Rhino Records (WMG)                          | — | — | — | — | US192 (1 Wo.)US | Erstveröffentlichung: 11. April 2025 erschien 1979 als unautorisierter Radiomitschnitt |

grau schraffiert: keine Chartdaten aus diesem Jahr verfügbar

### Kompilationen
| Jahr | Titel Musiklabel                                                     | Höchstplatzierung, Gesamtwochen, AuszeichnungChartplatzierungen (Jahr, Titel, Musiklabel, Platzierungen, Wochen, Auszeichnungen, Anmerkungen) | Höchstplatzierung, Gesamtwochen, AuszeichnungChartplatzierungen (Jahr, Titel, Musiklabel, Platzierungen, Wochen, Auszeichnungen, Anmerkungen) | Höchstplatzierung, Gesamtwochen, AuszeichnungChartplatzierungen (Jahr, Titel, Musiklabel, Platzierungen, Wochen, Auszeichnungen, Anmerkungen) | Höchstplatzierung, Gesamtwochen, AuszeichnungChartplatzierungen (Jahr, Titel, Musiklabel, Platzierungen, Wochen, Auszeichnungen, Anmerkungen) | Höchstplatzierung, Gesamtwochen, AuszeichnungChartplatzierungen (Jahr, Titel, Musiklabel, Platzierungen, Wochen, Auszeichnungen, Anmerkungen) | Anmerkungen                                          |
| Jahr | Titel Musiklabel                                                     | DE | AT | CH | UK | US | Anmerkungen                                          |
| ---- | -------------------------------------------------------------------- | --- | --- | --- | --- | --- | ---------------------------------------------------- |
| 1992 | Sand in the Vaseline: Popular Favorites 1976–1992 Sire Records (WMG) | — | — | — | UK7 Gold · (16 Wo.)UK | US158 (2 Wo.)US | Erstveröffentlichung: 13. Oktober 1992               |
| 1992 | Once in a Lifetime: The Best Of EMI (EMI)                            | — | — | — | UK— GoldUK | — | Erstveröffentlichung: 1992                           |
| 2003 | Once in a Lifetime Rhino Records (WMG)                               | — | — | — | — | — | Erstveröffentlichung: 18. November 2003              |
| 2004 | The Best of Talking Heads Sire Records (WMG)                         | — | — | — | UK30 Platin · (5 Wo.)UK | — | Erstveröffentlichung: 17. August 2004                |
| 2006 | Bonus Rarities & Outtakes Sire Records (WMG)                         | — | — | — | — | — | Erstveröffentlichung: 26. Februar 2006 18 FLAC-Files |
| 2009 | Same as It Ever Was Rhino Records (WMG)                              | — | — | — | — | US73 (2 Wo.)US | Erstveröffentlichung: Mai 2009                       |
| 2011 | Essential EMI (EMI)                                                  | — | — | — | UK— GoldUK | — | Erstveröffentlichung: 14. September 2011             |

## Singles
| Jahr | Titel Album                                                          | Höchstplatzierung, Gesamtwochen, AuszeichnungChartplatzierungen (Jahr, Titel, Album, Platzierungen, Wochen, Auszeichnungen, Anmerkungen) | Höchstplatzierung, Gesamtwochen, AuszeichnungChartplatzierungen (Jahr, Titel, Album, Platzierungen, Wochen, Auszeichnungen, Anmerkungen) | Höchstplatzierung, Gesamtwochen, AuszeichnungChartplatzierungen (Jahr, Titel, Album, Platzierungen, Wochen, Auszeichnungen, Anmerkungen) | Höchstplatzierung, Gesamtwochen, AuszeichnungChartplatzierungen (Jahr, Titel, Album, Platzierungen, Wochen, Auszeichnungen, Anmerkungen) | Höchstplatzierung, Gesamtwochen, AuszeichnungChartplatzierungen (Jahr, Titel, Album, Platzierungen, Wochen, Auszeichnungen, Anmerkungen) | Anmerkungen |
| Jahr | Titel Album                                                          | DE | AT | CH | UK | US | Anmerkungen |
| ---- | -------------------------------------------------------------------- | --- | --- | --- | --- | --- | --- |
| 1977 | Love Goes to Building on Fire –                                      | — | — | — | — | — | Erstveröffentlichung: Februar 1977 |
| 1977 | Uh-Oh, Love Comes to Town Talking Heads: 77                          | — | — | — | — | — | Erstveröffentlichung: Oktober 1977 |
| 1978 | Psycho Killer Talking Heads: 77                                      | — | — | — | UK— PlatinUK | US92 ×2Doppelplatin · (5 Wo.)US | Erstveröffentlichung: Januar 1978 Autoren: David Byrne, Chris Frantz, Tina Weymouth                                                                            |
| 1978 | Pulled Up Talking Heads: 77                                          | — | — | — | — | — | Erstveröffentlichung: Mai 1978 |
| 1978 | Take Me to the River More Songs About Buildings and Food             | — | — | — | — | US26 (17 Wo.)US | Erstveröffentlichung: August 1978 Autoren: Al Green, Mabon Hodges Original: Al Green, 1974                                                                     |
| 1978 | The Good Thing More Songs About Buildings and Food                   | — | — | — | — | — | Erstveröffentlichung: 1978 |
| 1979 | Life During Wartime Fear of Music                                    | — | — | — | — | US80 (5 Wo.)US | Erstveröffentlichung: September 1979 Autoren: David Byrne, Jerry Harrison, Chris Frantz, Tina Weymouth                                                         |
| 1980 | I Zimbra Fear of Music                                               | — | — | — | — | — | Erstveröffentlichung: Februar 1980 |
| 1980 | Cities Fear of Music                                                 | — | — | — | — | — | Erstveröffentlichung: Juni 1980 |
| 1980 | Crosseyed and Painless Remain in Light                               | — | — | — | — | — | Erstveröffentlichung: 1980 |
| 1981 | Once in a Lifetime Remain in Light                                   | — | — | — | UK14 Platin · (10 Wo.)UK | US91 (4 Wo.)US | Erstveröffentlichung: Januar 1981 Autoren: David Byrne, Chris Frantz, Jerry Harrison, Tina Weymouth, Brian Eno                                                 |
| 1981 | Houses in Motion Remain in Light                                     | — | — | — | UK50 (3 Wo.)UK | — | Erstveröffentlichung: April 1981 Autoren: David Byrne, Chris Frantz, Jerry Harrison, Tina Weymouth, Brian Eno                                                  |
| 1982 | Life During Wartime (Live) The Name of This Band Is Talking Heads    | — | — | — | — | — | Erstveröffentlichung: März 1982 |
| 1983 | Burning Down the House Speaking in Tongues                           | — | — | — | UK— SilberUK | US9 (20 Wo.)US | Erstveröffentlichung: Juni 1983 Autoren: David Byrne, Chris Frantz, Jerry Harrison, Tina Weymouth                                                              |
| 1983 | This Must Be the Place (Naive Melody) Speaking in Tongues            | — | — | — | UK51 Gold · (5 Wo.)UK | US62 (8 Wo.)US | Erstveröffentlichung: November 1983 vom Soundtrack des Films Wall Street: Geld schläft nicht Autoren: David Byrne, Chris Frantz, Jerry Harrison, Tina Weymouth |
| 1983 | Swamp Speaking in Tongues                                            | — | — | — | — | — | Erstveröffentlichung: 1983 |
| 1984 | Slippery People (Live) Speaking in Tongues                           | — | — | — | UK68 (3 Wo.)UK | — | Erstveröffentlichung: Oktober 1984 Autoren: David Byrne, Chris Frantz, Jerry Harrison, Tina Weymouth                                                           |
| 1984 | Girlfriend Is Better Speaking in Tongues                             | — | — | — | UK99 (1 Wo.)UK | — | Erstveröffentlichung: November 1984 Autoren: David Byrne, Chris Frantz, Jerry Harrison, Tina Weymouth                                                          |
| 1985 | The Lady Don’t Mind Little Creatures                                 | DE42 (7 Wo.)DE | — | — | UK81 (4 Wo.)UK | — | Erstveröffentlichung: Mai 1985 Autoren: David Byrne, Chris Frantz, Jerry Harrison, Tina Weymouth                                                               |
| 1985 | Road to Nowhere Little Creatures                                     | DE6 (17 Wo.)DE | AT9 (10 Wo.)AT | CH15 (8 Wo.)CH | UK6 Gold · (16 Wo.)UK | — | Erstveröffentlichung: Juni 1985 Autor: David Byrne |
| 1985 | And She Was Little Creatures                                         | DE53 (6 Wo.)DE | — | — | UK17 (8 Wo.)UK | US54 (20 Wo.)US | Erstveröffentlichung: September 1985 Autor: David Byrne |
| 1986 | Wild Wild Life True Stories                                          | DE40 (6 Wo.)DE | — | CH20 (3 Wo.)CH | UK43 (4 Wo.)UK | US25 (21 Wo.)US | Erstveröffentlichung: 25. August 1986 Autor: David Byrne |
| 1986 | Love For Sale True Stories                                           | — | — | — | — | — | Erstveröffentlichung: November 1986 |
| 1987 | Radio Head True Stories                                              | — | — | — | UK52 (3 Wo.)UK | — | Erstveröffentlichung: April 1987 Autor: David Byrne |
| 1988 | (Nothing But) Flowers Naked                                          | — | — | — | UK79 (2 Wo.)UK | — | Erstveröffentlichung: Februar 1988 Autoren: David Byrne, Chris Frantz, Jerry Harrison, Tina Weymouth                                                           |
| 1988 | Blind Naked                                                          | — | — | — | UK59 (4 Wo.)UK | — | Erstveröffentlichung: April 1988 Autoren: David Byrne, Chris Frantz, Jerry Harrison, Tina Weymouth                                                             |
| 1992 | Lifetime Piling Up Sand in the Vaseline: Popular Favorites 1976–1992 | — | — | — | UK50 (3 Wo.)UK | — | Erstveröffentlichung: 28. September 1992 Autoren: David Byrne, Chris Frantz, Jerry Harrison, Tina Weymouth                                                     |

Musiklabel der Single Road to Nowhere

## Videoalben
| Jahr | Titel             | Höchstplatzierung, Gesamtwochen, AuszeichnungChartplatzierungen (Jahr, Titel, Platzierungen, Wochen, Auszeichnungen, Anmerkungen) | Höchstplatzierung, Gesamtwochen, AuszeichnungChartplatzierungen (Jahr, Titel, Platzierungen, Wochen, Auszeichnungen, Anmerkungen) | Höchstplatzierung, Gesamtwochen, AuszeichnungChartplatzierungen (Jahr, Titel, Platzierungen, Wochen, Auszeichnungen, Anmerkungen) | Höchstplatzierung, Gesamtwochen, AuszeichnungChartplatzierungen (Jahr, Titel, Platzierungen, Wochen, Auszeichnungen, Anmerkungen) | Höchstplatzierung, Gesamtwochen, AuszeichnungChartplatzierungen (Jahr, Titel, Platzierungen, Wochen, Auszeichnungen, Anmerkungen) | Anmerkungen                |
| Jahr | Titel             | DE | AT | CH | UK | US | Anmerkungen                |
| ---- | ----------------- | --- | --- | --- | --- | --- | -------------------------- |
| 1984 | Stop Making Sense | — | — | — | UK3 Platin · (168 Wo.)UK | — | Erstveröffentlichung: 1984 |
| 2011 | Chronology        | — | — | — | UK31 (1 Wo.)UK | — | Erstveröffentlichung: 2011 |

Weitere Videoalben
- 1988: True Stories
- 1988: Storytelling Giant
- 2008: Live in Rome
- 2009: Rome Concert, 1980
- 2010: Burning Down Rome

## Boxsets
- 1997: The Originals (Box mit 3 CDs)
- 2005: Brick (Box mit 8 DualDiscs)

## Sonderveröffentlichungen
Kompilationen
- 1999: 12x12 Original Remixes (Teil der Reihe 12x12 Original Remixes)
- 2007: The Collection (Teil der Reihe EMI Gold)

## Statistik

### Chartauswertung
|                     | DE    | AT    | CH    | UK     | US     |
| ------------------- | ----- | ----- | ----- | ------ | ------ |
| Nummer-eins-Alben   | DE—DE | AT—AT | CH—CH | UK—UK  | US—US  |
| Top-10-Alben        | DE2DE | AT3AT | CH1CH | UK4UK  | US—US  |
| Alben in den Charts | DE6DE | AT5AT | CH4CH | UK12UK | US13US |

|                       | DE    | AT    | CH    | UK     | US    |
| --------------------- | ----- | ----- | ----- | ------ | ----- |
| Nummer-eins-Singles   | DE—DE | AT—AT | CH—CH | UK—UK  | US—US |
| Top-10-Singles        | DE1DE | AT1AT | CH—CH | UK1UK  | US1US |
| Singles in den Charts | DE4DE | AT1AT | CH2CH | UK13UK | US8US |

|                          | DE    | AT    | CH    | UK    | US    |
| ------------------------ | ----- | ----- | ----- | ----- | ----- |
| Nummer-eins-Videoalben   | DE—DE | AT—AT | CH—CH | UK—UK | US—US |
| Top-10-Videoalben        | DE—DE | AT—AT | CH—CH | UK1UK | US—US |
| Videoalben in den Charts | DE—DE | AT—AT | CH—CH | UK2UK | US—US |

### Auszeichnungen für Musikverkäufe
| Goldene Schallplatte - Australien - 1982: für das Album More Songs About Buildings and Food - Kanada - 1981: für das Album Remain in Light - Neuseeland - 1979: für das Album More Songs About Buildings and Food - Spanien - 2024: für die Single Psycho Killer Platin-Schallplatte - Italien - 2024: für die Single Psycho Killer - Kanada - 1983: für das Album Speaking in Tongues - Neuseeland - 2022: für die Single Burning Down the House - 2022: für die Single Once in a Lifetime - 2023: für die Single Road to Nowhere | 2× Platin-Schallplatte - Neuseeland - 1985: für das Album Speaking in Tongues - 1987: für das Album True Stories - 2023: für die Single Psycho Killer - 2024: für die Single This Must Be the Place (Naive Melody) 3× Platin-Schallplatte - Neuseeland - 1993: für das Album Once in a Lifetime: The Best Of 8× Platin-Schallplatte - Neuseeland - 1985: für das Album Little Creatures 9× Platin-Schallplatte - Neuseeland - 1986: für das Album Stop Making Sense |

Anmerkung: Auszeichnungen in Ländern aus den Charttabellen bzw. Chartboxen sind in ebendiesen zu finden.
| Land/RegionAuszeichnungen für Musikverkäufe (Land/Region, Auszeichnungen, Verkäufe, Quellen) | Silber     | Gold       | Platin       | Verkäufe  | Quellen                       |
| -------------------------------------------------------------------------------------------- | ---------- | ---------- | ------------ | --------- | ----------------------------- |
| Australien (ARIA)                                                                            | —          | Gold1      | —            | 20.000    | Einzelnachweise               |
| Deutschland (BVMI)                                                                           | —          | 2× Gold2   | —            | 500.000   | musikindustrie.de             |
| Italien (FIMI)                                                                               | —          | —          | Platin1      | 100.000   | fimi.it                       |
| Kanada (MC)                                                                                  | —          | Gold1      | Platin1      | 150.000   | musiccanada.com               |
| Neuseeland (RMNZ)                                                                            | —          | Gold1      | 31× Platin31 | 685.000   | aotearoamusiccharts.co.nz NZ2 |
| Spanien (Promusicae)                                                                         | —          | Gold1      | —            | 30.000    | elportaldemusica.es           |
| Vereinigte Staaten (RIAA)                                                                    | —          | 5× Gold5   | 7× Platin7   | 9.500.000 | riaa.com                      |
| Vereinigtes Königreich (BPI)                                                                 | 4× Silber4 | 11× Gold11 | 4× Platin4   | 3.790.000 | bpi.co.uk                     |
| Insgesamt                                                                                    | 4× Silber4 | 22× Gold22 | 44× Platin44 |           |                               |